# Possessed
A Possessed egy amerikai metal együttes, melyet gyakran emlegetnek úgy, mint az első death metal zenekart. Zenéjük a későbbi death metal zenekarokat figyelembe véve, csak elvétve nevezhető death metalnak, lemezeiken a thrash metal jellegzetességei is fontos szerepet kapnak.
Ennek ellenére nagy hatást gyakoroltak a 80-as évek második felében kialakuló death metal hullám zenekaraira.
Az együttest 1983-ban az énekes Jeff Becerra hívta életre, aki a korai időkben az éneklés mellett basszusgitáron is játszott.
Első anyaguk egy kislemez volt, mely 1984-ben Death Metal címmel jelent meg. A kiadvány nemcsak gyorsaságával és brutalitásával keltett nagy feltűnést, de egy új zenei stílus névadójaként is szolgált.
Két nagylemez és egy EP után 1987-ben feloszlott a zenekar, de 1990 és 1993 között ismét összeállt a Possessed, habár újabb lemez nem készült a három év alatt. 2007-ben ismét összeállt a formáció, hogy koncerteket adjon, ekkor azonban (szemben az 1990-től 1993-ig tartó reunionnal) már Becerra is részt vett az újjáalakulásban. 1989-ben Becerra egy lövöldözés közben olyan súlyosan megsérült, hogy a mai napig kerekes székhez van kötve az élete, így a 2007-es újjáalakulást követő koncerteken is tolószékben volt látható.

## Történet

### A klasszikus korszak (1983-1987)
Az együttest Mike Torrao gitáros és Mike Sus dobos alapította 1983-ban, San Franciscóban. Az első felállás Barry Fisk énekessel, Brian Montana gitárossal és Geoff Andrews basszusgitárossal vált teljessé. Andrews korábban az Exodus zenekarban játszott. Még az első demo felvételei előtt Barry Fisk öngyilkosságot követett el, Andrews pedig elhagyta a zenekart. Helyükre Jeff Becerra énekes/basszusgitáros került, és már az ő közreműködésével jelent meg a Death Metal című demojuk. A kiadvány rövid időn belül kultikus formációvá tette a zenekart, amelyet egy 1984-ben rögzített próbatermi felvétel, és egy második demo (1985) követett. Ezt követően számos koncertet adtak Bay Area környékén, több alkalommal is az Exodus előtt léptek fel. Az Exodus tagjainak a javaslatára Brian Slagel, a Metal Blade kiadó vezetője érdeklődést mutatott a Possessed iránt, így a Swing of the Axe című dalukkal szerepelhettek a Metal Blade Metal Massacre 6 című válogatásán. Ezt követően Brian Montana gitáros elhagyta a zenekart, helyére Larry Lalonde került.
1985 elején a Combat Records lemezkiadóval kötöttek szerződést, és február 16-án megjelent a Seven Churches című debütáló albumuk. A lemezt Randy Burns producerrel vették fel, abban a Praire Sun nevezetű stúdióban ahol korábban az Exodus Bonded by Blood albuma is készült. Az együttesnek az volt a célja, hogy a lehető leggyorsabb, leggonoszabb, és legbrutálisabb albumot készítsék el. A Seven Churches a korszak legbrutálisabb/legkiméletlenebb albuma lett, melyet a legelső death metal albumként szokás számon tartani. Az album kiadását követően turnéra indultak, mely során 1986-ban a San Franciscó-i fellépés alkalmával együtt léptek fel a Slayer és a Venom zenekarokkal. 1986 márciusában Carl Cennedy producerrel nekiláttak a második album felvételeinek, mely Halloween napján október 31-én jelent meg Beyond the Gates címmel. Ezen a lemezen már egy letisztultabb hangzás felé fordultak, az első album agresszív megközelítéséből is valamelyest visszavettek. 1987 májusában egy ötdalos EP-t adtak ki The Eyes of Horror címmel, melynek producere a népszerű gitárvirtuóz Joe Satriani volt. Ennek megfelelően ugyanúgy javultak a gitárszólók, mint Mike Sus korábban kissé pontatlan pörgetései. A dalok a korábbi death metalos anyagaikkal szemben egy thrash metalos hozzáállást tükröztek. Ugyanakkor nemcsak a zenében, hanem a dalszövegek terén is komoly változások mutatkoztak, mivel a korábban jellemző keresztényellenes, sátánista szövegek teljes mértékben eltűntek. Nem sokkal a The Eyes of Horror EP megjelenése után, főleg kiadói gondok miatt a zenekar feloszlott.

### Újjáalakulások (1990-1993, 2007-napjainkig)
1990-ben Mike Torrao gitáros újjáalakította az együttest, egykori Machine Head és Pro-Pain tagokkal. Az együttes visszatérése azonban nem volt tartós, két demo kiadását követően 1993-ban újra feloszlott a Possessed. A két év során olyan zenészek fordultak meg a zenekarban, mint Mark Strausburg, Dave Alex Couch, Duane Connley, Mike Hollman gitárosok, Paul Perry basszusgitáros, Colin Carmichael, Chris Stolle, Walter Ryan dobosok.
2007-ben Jeff Becerra az 1980-as évekbeli Possessed énekese/basszusgitárosa alapította újra a zenekart, Rick Cortez és Ernesto Bueno gitárosokkal, valamint Emilio Marquez dobossal. Becerra csak az éneklést tudta elvállalni, mivel 1990-ben egy lövöldözés során kerekes székbe kényszerült.

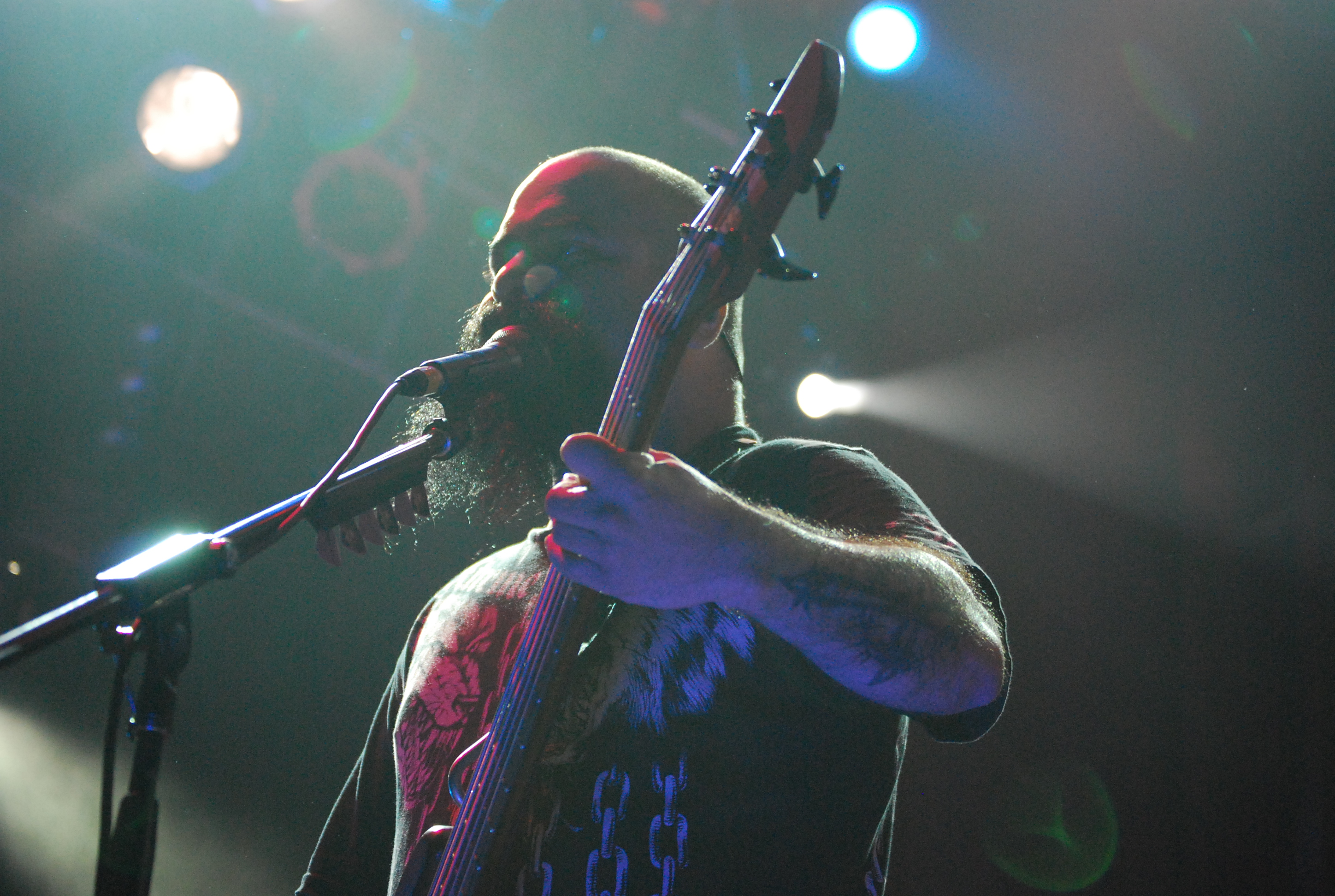
Tony Campos basszusgitáros 2011 februárjában csatlakozott a zenekarhoz. Korábban olyan zenekarokban is megfordult, mint a Static-X és a Ministry.

Az együttes basszusgitárosa így Bay Cortez lett. 2007-ben az együttes fellépett a nagyszabású Wacken Open Air fesztiválon, majd főzenekarként adtak koncertet a los angelesi The Gathering of the Bestial Legions III festivalon. 2010 májusában a Maryland Deathfesten léptek fel, majd amerikai turnéra indultak a Danzig és a svéd Marduk társaságában. 2011 februárjában újabb személycserék sújtották a zenekart, miután Ernesto Bueno, Rick Cortez, Bay Cortez egyaránt kilépett az együttesből. Helyükre Daniel Gonzalez gitáros, Kelly Mclauchlin gitáros, és Tony Campos basszusgitáros érkezett.
2017. május 11-én jelentették be, hogy a zenekar a Nuclear Blast lemezkiadóval kötött szerződést, hogy 32 év után új stúdióalbumot adjon ki 2018-ban. Ennek ellenére 2018 végéig az új nagylemez nem jelent meg. A kiadásának időpontja végül 2019. május 10-én valósult meg, az album címe pedig Revelations of Oblivion lett.

## Hatásaik
A zenekarra a korai Exodus, és a Venom gyakorolta a legnagyobb befolyást, a Brit Heavy Metal Újhullámának az olyan együttesei mellett, mint a Motörhead, a Judas Priest, és az Iron Maiden. Az AllMusic kritikája szerint a Slayer is hatással volt a Seven Churches című első Possessed lemezre, de az csak 1983 decemberében jelent meg, a Possessed pedig akkor már elkezdte megírni a Seven Churches dalait. Az együttes dalszövegeinek középpontjában a sátánizmus és a halál áll, melyet olyan korábbi zenekarok is inspirálhattak, mint a Venom, vagy a Black Sabbath.

## Stílus, zenei örökségük
Az együttest gyakran említik az első death metal zenekarnak, főleg a gyors dobjáték, a Tremolo pickingnek is nevezett gitárjáték valamint a Death metal hörgést megelőlegező ének miatt. A 2004-ben megjelent Choosing Death: The Improbable History of Death Metal & Grindcore című könyv a Possessed 1983-as felbukkanásától számítja a death metal kezdetét. Első albumuk, az 1985-ben megjelent Seven Churches saját korának legkíméletlenebb alkotása lett, és az egyik legnagyobb hatású thrash/death metal albumként szokás számon tartani. A Seven Churches szinte minden későbbi black vagy death metal együttesre befolyásolt gyakorolt, beleértve olyan formációkat mint a Death, a Pestilence, a Sepultura, a Deicide, a Morbid Angel, a Cannibal Corpse, a Vader, a God Dethroned vagy az Amon Amarth. Az utóbbi négy zenekar, számos más death metal együttessel karöltve szerepelt egy 2004-ben megjelent Possessed tribute albumon is. A The Exorcist című dalukat a Cannibal Corpse feldolgozta a Hammer Smashed Face EP-jén.
Az együttes az első koncertjeit főleg Bay Area környékén adta, ennek ellenére Európában is komoly népszerűségre tettek szert. A német Falkenbach, a görög Rotting Christ, valamint a svájci Samael egyaránt fontos inspirációs forrásként hivatkozik a Possessedre.
Az együttest a death metal és a thrash metal műfajokkal szokás azonosítani. A későbbi, 1980-as évek végén felbukkant death metal együtteseket figyelembe véve inkább a thrash metal a megfelelőbb stílusmeghatározás a Possessed kapcsán, noha a death metal kialakulására felmérhetetlen hatást gyakorolt a zenekar. Az együttes szerepét a death metalban sokan akkora jelentőségűnek tulajdonítják, mint a Venomét a black metalban. Az együttes korai dalai a keresztényellenességről, sátánizmusról szólnak, megjelenésüket pedig a Venomhoz hasonló szegecselt bőrruhák, sátánista kellékek (fordított kereszt, pentagram) jellemezték.
Az együttes menedzsere Debbie Abono volt, aki akkor már az ötvenes éveinek a közepén járó nagymama volt. Abono a Possessed istenkáromló dalszövegeivel nem tudott azonosulni, sőt állítólag meg is sértődött amikor elolvasta a Seven Churches dalszövegeit. Ennek ellenére beleegyezett, hogy amíg Becerra és LaLonde be nem fejezi a középiskolai tanulmányait, képviseli és menedzseli a zenekart. Ezt követően Abono a San Francisco-i Bay Area legismertebb zenekarainak volt a menedzsere a Metallicától és az Exodustól kezdve az Obituaryn és a Cynicen át a Machine Headig.
Az együttes első albuma a Seven Churches kiváló kritikákban részesült, főleg a sebességét és Becerra énekteljesítményét dicsérték sokan. A második albumot a letisztultabb Beyond the Gatest, viszont már mind a rajongók, mind a kritikusok csalódottan fogadták. Az 1986-ban megjelent album nem volt olyan jelentős és befolyásos mint az elődje, ezért a zenekar népszerűsége is csökkent. A Possessed albumai közül a Seven Churches volt a legnépszerűbb, ezért a leggyakrabban erre a korongra emlékeznek a zenekar kapcsán.

## A klasszikus felállás napjainkban
Jeff Becerra énekes/basszusgitáros 2007 óta újra az együttes tagja, jelenleg Észak-Kaliforniában lakik. Munkaerő tanulmányai révén diplomát szerzett, de tervei közt szerepel egy jogi diploma megszerzése is.
Mike Sus dobos 1993-ban visszavonult a zenei pályáról, és azóta pszichológusként segít sérült embereken, többek között tanácsadóként kábítószerfüggöségben szenvedőknek.
Larry LaLonde gitáros a Blind Illusion thrash metal együtteshez csatlakozott, ahol az 1988-ban megjelent The Sane Asylum albumon szerepelt. 1989-ben a zenekar basszusgitárosával Les Claypoolal megalapította a sikeres funk metalt játszó Primus zenekart.

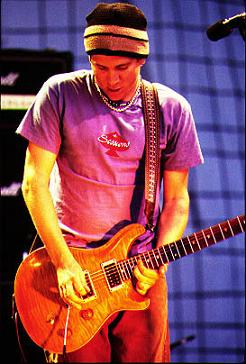
Larry Lalonde 1984 és 1987 között volt a Possessed tagja. Később a Primus gitárosaként vált ismertté, de dolgozott Serj Tankian számára is.

Mike Torrao gitáros 1993-ban Iconoklast néven alapított egy thrash metal együttest, mely a nyilvánosság számára sohasem mutatkozott be, és 1996-ban feloszlott. Azóta kertészként dolgozik, és csak időközönként zenél valahol. 2008-ban együttműködőtt az INaCAGE zenekarral.

## Diszkográfia

### Stúdióalbumok
| Megjelenés dátuma | Cím                     | Kiadó                             |
| ----------------- | ----------------------- | --------------------------------- |
| 1985              | Seven Churches          | Relativity Records/Combat Records |
| 1986              | Beyond the Gates        | Relativity Records/Combat Records |
| 2019              | Revelations of Oblivion | Nuclear Blast                     |

### Koncertlemezek
| Megjelenés dátuma | Cím               | Kiadó          |
| ----------------- | ----------------- | -------------- |
| 2004              | Agony in Paradise | Agonia Records |

### Válogatások
| Megjelenés dátuma | Cím              | Kiadó                             |
| ----------------- | ---------------- | --------------------------------- |
| 1992              | Victims of Death | Relativity Records/Combat Records |
| 2003              | Resurrection     | Agonia Records                    |
| 2006              | Ashes from Hell  | Boneless records                  |

### Demok/EP-k
| Megjelenés dátuma | Cím                     | Kiadó       |
| ----------------- | ----------------------- | ----------- |
| 1984              | Death Metal             | Independent |
| 1987              | The Eyes of Horror (EP) | Combat      |
| 1991              | 1991 Demo               |             |
| 1992              | 1993 Demo               |             |

### Videóklip
| Megjelenés dátuma | Cím                        | Kiadó                             |
| ----------------- | -------------------------- | --------------------------------- |
| 1986              | Beyond The Gates           | Relativity Records/Combat Records |
| 2019              | Shadowcult (koncert video) | Nuclear Blast                     |

## Tagok

### Jelenlegi tagok
- Jeff Becerra - ének (1983–1987, 2007–napjainkig)+ basszusgitár (1983–1987)
- Emilio Marquez - dob (2007–2008, 2009–napjainkig)
- Robert Cardenas  - basszusgitár  (2012–napjainkig)
- Claudeous Creamer  - gitár (2016–napjainkig)
- Daniel Gonzalez -gitár  (2011–napjainkig)

### Korábbi tagok
- Mike Torrao - gitár (1983–1987) (1990–1993) + ének (1990–1993)
- Brian Montana - gitár (1983–1984)
- Barry Fisk - vokálok (1983) (pre-Possessed)
- Geoff Andrews - bass (1983) (pre-Possessed)
- Kurt Zanzey - gitár (1983) (pre-Possessed)
- Larry LaLonde - gitár (1984–1987)
- Mike Hollman - gitár (1993)
- Paul Perry - basszusgitár (1992–1993)
- Mike Sus - dob (1983–1987)
- Colin Carmichael - dob (1990)
- Bob Yost - basszusgitár (1990–1992)
- Vanik Vartanian - dob (2008)
- Duane Connley - gitár (1990)
- Dave Alex Couch - gitár (1990–1991)
- Chris Stolle - dob (1990–1991)
- Walter Ryan - dob (1991–1993)
- Mark Strausburg - gitár (1991–1993)
- Bay Cortez - basszusgitár (2007–2010)
- Rick Cortez - gitár (2007–2010)
- Ernesto Bueno - gitár (2007–2010)